# 살바족
살바족(Salva) 또는 살비족(Salvi)은 기원전 900년경에 쿠루크셰트라를 침공하여 쿠루 왕국을 무찌른 비베다계 부족으로 후기 베다 문헌(예: 자이미니야 브라마나)에 언급되어 있다. 살바족의 이전 역사는 잘 알려져 있지 않지만, 트리가르타 왕국과 펀자브 지역과 관련이 있는 것으로 보인다. 쿠루 왕국을 침공한 후, 살바족은 야무나강과 라자스탄의 알와르 지역(마츠야 왕국 근처)에 정착했고, 베다 시대 말기에 그들은 남아있는 쿠루족과 수라세나와 연합하면서 결국 베다 문화를 받아들였다. 마하바라타의 카르나 파르바에 나오는 한 구절은 살바족이 "영원한 의의 법칙"을 따른다고 칭찬하면서도 "반쯤 표현된 말로부터 감각을 모을 수 있는" 더 통찰력 있는 쿠루족과 판찰라족과는 달리 "완전한 가르침이 필요하다"고 말하고 있다.

## 같이 보기
- 케신 달비야